# 阿廖欣防御
阿廖欣防御（英語：Alekhine's Defence）是國際象棋開局王兵開局的一種，走法為：
1.e4 Nf6